# Tourgéville
Tourgéville – miejscowość i gmina we Francji, w regionie Normandia, w departamencie Calvados.
Według danych na rok 1990 gminę zamieszkiwało 730 osób, a gęstość zaludnienia wynosiła 61 osób/km² (wśród 1815 gmin Dolnej Normandii Tourgéville plasuje się na 309. miejscu pod względem liczby ludności, natomiast pod względem powierzchni na miejscu 386.).